# Gksu
 (février 2013).
 (novembre 2023).
gksu est un logiciel permettant l'affichage d'une fenêtre avec des privilèges d'administrateur. Il s'agit d'une interface graphique équivalente à commande sudo des systèmes d'exploitation de type Unix. 
Développé à partir de [Quand ?], gksu permet notamment aux utilisateurs d'avoir moins à manipuler le terminal qui déroute parfois les débutants. Cette commande est à l'origine conçue pour GNOME. Elle a un équivalent KDE : kdesu.
Cette application bloque l'accès à la souris et au clavier aux autres programmes afin de s'assurer que c'est bien l'utilisateur qui entre le mot de passe.